# Piast Hedvig lengyel királyné (1350–1390)
Piast Hedvig (1350 (körül) – 1390. március 27.), lengyelül: Jadwiga żagańska, csehül: Hedvika Zaháňská, németül: Hedwig von Sagan, a sziléziai Glogau hercegnője, első férje jogán lengyel királyné, második házassága jogán a sziléziai Liegnitz hercegnéje. III. Kázmér lengyel király negyedik felesége.

## Élete
Apja V. Henrik (1312/21–1369) glogaui és sagani herceg, édesanyja Piast Anna (1324–1363), a mazóviai Plock hercegnője.
III. Kázmér lengyel király negyedik felesége.
A pápa nem ismerte el III. Kázmér válását második feleségétől, a gyermektelen Hesseni Adelhaid királynétól, aki túlélte a királyt, így az utána következő házasságai törvénytelennek számítottak az egyház szemében, mint ahogy a belőle születendő gyermekek is, de később V. Orbán pápa apjuk halála előtt egy évvel, 1369. december 5-én törvényesítette Kázmér két lányát, Annát és Kunigundát (1367–1370), akik így elnyerhették a lengyel királyi hercegnői címet is. Hedvig harmadszülött lányát, Hedviget (1368–1407 után) viszont már XI. Gergely pápa törvényesítette 1371. október 11-én.
Hedvig királyné III. Kázmér halála (1370) után, 1372. február 10. előtt feleségül ment I. (Piast) Rupert liegnitzi herceghez, akitől további két lánya született: Borbála (1372/84–1436), aki később III. Rudolf (1370 körül–1419) szász választófejedelemhez ment férjhez, akinek négy gyermeket szült és Ágnes (1385 előtt–1411), aki apácaként élte le az életét.
Hedvignek III. Kázmértól született lányai I. Lajos magyar és lengyel király elsőfokú unokatestvérei voltak. 1380-ban a magyar uralkodó hozta tető alá Hedvig legidősebb lányának, Annának az első házasságát I. Vilmos (1361/62–1392) cillei gróffal, akitől egy lánya, Anna (1380/81–1416) született, aki Cillei Borbála magyar királyné másodfokú unokatestvére volt.
Hedvig királyné 1390. március 27-én halt meg, és Liegnitzben helyezték örök nyugalomra.

## Gyermekei
- 1. férjétől, III. (Nagy) Kázmér (1310–1370) lengyel királytól, 3 leány:
  - Anna (1366–1422/25), törvényesítve 1369. december 5., 1. férje, I. Vilmos (1361/62–1392) cillei gróf, 1 leány, 2. férje, II. Ulrik (–1432), Teck hercege, gyermekei nem születtek, 1 leány az 1. házasságából:
    - (1. házasságából): Cillei Anna (1380/81–1416), Celje grófnője, férje II. (Jagelló) Ulászló (1351 körül–1434) lengyel király, 1 leány:
      - Jagelló Hedvig (1408–1431) lengyel királyi hercegnő, litván nagyhercegnő, a lengyel korona kijelölt örököse, nem ment férjhez, gyermekei nem születtek, jegyese Hohenzollern Frigyes (1413–1471), 1440-től II. (Vas) Frigyes néven Brandenburg őrgrófja és választófejedelem

  - Kunigunda (1367–1370), törvényesítve 1369. december 5.
  - Hedvig (1368–1407 után), törvényesítve 1371. október 11., férje N. N. (–1408 előtt)[2]
- 2. férjétől, I. (Piast) Rupert (1340/47–1409) liegnitzi hercegtől, 2 leány: 
  - Borbála (1372/84–1436), férje III. Rudolf (1370 körül–1419) szász választófejedelem, 4 gyermek
  - Ágnes (1385 előtt–1411) apáca